# Кларет, Антоний Мария
Святой Анто́ний Мари́я Кларе́т (кат. Antoni Maria Claret i Clarà, исп. Antonio María Claret y Clarà; 23 декабря 1807[…], Сальен, Каталония — 24 октября 1870[…], Фонфруад) — католический святой, основатель конгрегации кларетинцев (CMF).

## Биография
Антоний родился в небольшом каталонском посёлке Сальен возле Барселоны в семье владельца небольшой текстильной фабрики. В юности работал на фабрике отца художником-модельером, затем уехал в Барселону для повышения профессионального уровня. В 20-летнем возрасте пережил глубокий мистический опыт и решил стать священником. Первоначально Антоний задумывался о поступлении в монастырь картезианцев, однако впоследствии отказался от этой мысли. После окончания епархиальной семинарии в городе Вик в 1835 году был рукоположён в священники.
После рукоположения пять лет работал приходским священником в родном посёлке, однако в 1840 году решил посвятить себя миссионерской деятельности. В 1848 году он предпринял первое миссионерское путешествие на Канарские острова. После возвращения основал в 1849 году новую конгрегацию, получившее имя «Конгрегация миссионеров-сыновей Непорочного Сердца Блаженной Девы Марии».
В 1850 году он был рукоположён в епископы и возведён в должность архиепископа Сантьяго-де-Куба (Куба в тот момент принадлежала Испании). В течение 7 лет на посту архиепископа Антоний Кларет вёл активную деятельность по наведению порядка в епархии, совершал множество пастырских визитов, нередко рискую жизнью, в самые удалённые уголки острова; вёл переговоры между испанскими властями и повстанцами-сепаратистами, заслужив, в конце концов, большое уважение среди всех слоёв кубинского общества. В 1855 году он основал на Кубе женскую ветвь конгрегации.
В 1857 году был отозван в Испанию, где королева Изабелла II избрала его своим духовником. После революции 1868 года, когда королева вынуждена была бежать во Францию, Антоний последовал за ней.
В 1869 году принял участие в работе Первого Ватиканского собора, где, в частности, поддерживал принятие догмата о папской безошибочности.
Находясь в Риме, тяжело заболел, был вынужден вернуться во Францию, где вскоре скончался в аббатстве Фонфруад.

## Труды
Святой Антоний Кларет опубликовал более 130 работ богословского характера, а также обширную автобиографию. Он был большим патриотом родного каталанского языка и, хотя большая часть его трудов, в особенности, в бытность его кубинским архиепископом, была написана и опубликована на испанском, работы святого Антония на родном языке сыграли большую роль в поддержке и возрождении каталанского языка.
Среди его работ, кроме «Автобиографии», наиболее известны «Лестница Иакова», «Жизнь св. Моники», «Миссия женщины» и другие, а также сборники проповедей.

## Почитание
Папа Пий XI провозгласил его блаженным 25 февраля 1934 года, а папа Пий XII — канонизировал 7 мая 1950 года.
День памяти в католической церкви — 24 октября.
После смерти св. Антония Кларета созданная им конгрегация получила имя основателя и стала известна как кларетинцы.